# Yvon Trudel
Pour les articles homonymes, voir Trudel.
Joseph Arthur Yvon Trudel (né le 8 décembre 1934 à Montréal et mort le 23 avril 2018 à Melocheville) est un réalisateur québécois. Coréalisateur de la soixantaine d’épisodes couleur des Belles Histoires des Pays d’en haut avec Bruno Paradis, il est l’unique réalisateur et le grand maître d’œuvre des 136 épisodes de la série Le Temps d’une paix.
En 1986, Le Temps d’une Paix avait été couronné, par les lecteurs de TV Hebdo, meilleur téléroman des vingt-cinq dernières années. La même année, Le Temps d’une Paix remportait un prix Métrostar pour la meilleure réalisation. En 1982, en 1985 et en 1987, un prix Gémeaux est décerné au Temps d’une Paix par l’académie canadienne du cinéma et de la télévision pour le meilleur texte, la meilleure réalisation et la meilleure série d’émissions dramatiques. Il a été le premier téléroman au Québec à dépasser en cote d’écoute les trois millions de téléspectateurs .
De 1958 à 1998, le nom d’Yvon Trudel figure aussi au générique de quelques-uns des téléromans les plus populaires de l’histoire de la télévision québécoise. Il a notamment contribué à Rue des Pignons (1969 à 1977), Terre Humaine (1978 à 1984) et Cormoran (1990-1992).
D'abord cadreur, puis régisseur et réalisateur à l'époque de l’enregistrement et de la diffusion en direct (en une seule prise), Yvon Trudel continuera d’appliquer la méthode du tournage en direct même après l’arrivée du magnétoscope.
On lui reconnaît également le mérite d’avoir émancipé le tournage à l’extérieur, notamment avec le téléroman Le Temps d’une Paix. Jusqu’aux années 1980, presque toutes scènes de téléroman étaient tournées uniquement en studio. Yvon Trudel se souvient d’un jour où il avait confié à la direction des programmes de Radio-Canada que « la vie ne se déroule pas juste dans une cuisine ». À cette fin, il avait demandé à l‘atelier de Radio-Canada de lui construire une mini-grue de 10 pieds.
Il a contribué à la formation de nouveaux réalisateurs dont ceux qui prendront la relève de Cormoran. En outre, il est professeur titulaire à l’Institut national de l’image et du son (INIS) dont il a été membre fondateur.
Yvon Trudel a continué à donner de nombreuses conférences à travers le Québec sur la façon dont se réalise une dramatique à la télévision.

## Biographie
1. La présente section est basée sur une série d’entretiens avec Yvon Trudel entre 2013 et 2015. Propos recueillis par Jacques Landry.

Yvon Trudel est né le 8 décembre 1934 à Montréal. Il est le benjamin d’une famille qui compte déjà deux frères et une sœur : Maurice, Rollande et Guy. Ses parents, Annette Besner et Irénée Trudel, habitent le quartier Hochelaga-Maisonneuve près du Boulevard Pie-IX. Son père exerce alors le métier de peintre-décorateur et de lettreur au Canadien National.
À l’adolescence, manifestant de l’intérêt pour l’art dramatique, Yvon Trudel s’initie au théâtre, en suivant des cours de diction. Il est en même temps fasciné par un nouveau média : la télévision. il a dix-huit ans, en septembre 1952, quand la Société Radio-Canada diffuse ses premières émissions de télévision.

### Commis de bureau
En 1954, son beau-frère, technicien à Radio-Canada, lui signale qu’un poste de commis de bureau se libère à l’édifice du Boulevard Dorchester à Montréal. Yvon Trudel postule et obtient le poste.
C’est ainsi qu’à l’âge de vingt ans, tout candidement, Yvon Trudel entame une carrière d’une cinquantaine d’années à la télévision qui le mènera de la simple fonction de commis de bureau à la réalisation des plus grandes dramatiques de Radio-Canada. Neuf ans après son entrée à la télévision d’État, ce modeste résident de l’est de Montréal dirigera déjà parmi les plus prestigieux comédiens de sa génération : Jean Duceppe dans Rue des Pignons et Terre Humaine; Jean-Pierre Masson, Guy Provost, René Caron ou Paul Desmarteaux dans les Belles histoires des pays d’en Haut. Et, plus tard, Pierre Dufresnes, Nicole Leblanc, Andrée Lachapelle ou Gérard Poirier dans Le Temps d’une paix; Rita Lafontaine ou Gilles Pelletier dans Cormoran.
Évoquant ses premières années à Radio-Canada comme commis de bureau, il mentionne : « Dans le temps, il fallait commencer en bas de l’échelle ».

### Assistant-cadreur
Mais le bas de l’échelle ne lui suffit pas longtemps. Peu après son engagement comme commis de bureau, il fait déjà application au département technique de Radio-Canada.

Yvon Trudel se souvient : 

« À un moment donné, j’ai réussi à rentrer au département technique, comme handy man, le gars qui accroche des lumières au plafond. Mais, au fil du temps, je voulais devenir caméraman. La caméra, ça me fascinait énormément. Dans les pauses café, je jouais avec la caméra.
Le directeur technique voyait bien que j’étais intéressé. Il m’a fait passer comme assistant-caméraman. On appelait ça un dolly pusher, le gars qui pousse le chariot du caméraman. Les caméras étaient énormes dans le temps. La caméra était toujours posée sur un chariot. Et là, tu poussais le caméraman. »

### Cadreur
Or, trois ans après son entrée à Radio-Canada, c’est dorénavant Yvon Trudel qui est assis sur le chariot à se faire pousser. Car, il obtient enfin, en 1957, le job de cadreur.
« On n’était pas attitré à une émission en particulier. On faisait de tout », précise-t-il. Ainsi, pendant six ans, Yvon Trudel cadre et capte les images d’émissions de télévision en tous genres : des téléthéâtres, des reportages, beaucoup de mobiles, des extérieurs, des congrès politiques, du sport, des émissions de variétés. Et des feuilletons télévisés, dont celui des Belles Histoires, en onde depuis un an (1956) et réalisé, alors, par Fernand Quirion.
Au gré de ses affectations, le cadreur en lui apprécie de plus en plus les téléromans. Il peut se familiariser à la direction d’acteurs, lorsqu’il est cadreur sur le plateau des Belles Histoires des Pays d’en Haut, auprès de Bruno Paradis, un réalisateur chevronné qui, depuis 1959, est à la barre de ce téléroman et habile dans l’art de savoir concilier les exigences des comédiens. Il y accumule une bonne expérience du trafic de plateau, un aspect très important dans la préparation d’une émission télévisée. Synchroniser le déplacement de trois caméras exigeait une minutieuse préparation. Il fallait éviter que les fils reliant les caméras à la régie ne s’entremêlent sur le plateau.
« Puis, un jour, je me suis dit : c’est toujours un réalisateur qui me demande des images, j’haîrais pas ça, à un moment donné, demander des images à d’autres caméramans », évoque-t-il.

### Régisseur
En 1963, il est promu assistant-réalisateur (ou régisseur) des Belles Histoires des Pays d’en Haut pour Bruno Paradis. « Le régisseur, c’est celui qui représente le réalisateur sur le plateau. Comme régisseur, j’assistais aux répétitions. C’est là que j’ai appris beaucoup la mise en scène, la direction de comédiens, voir comment le réalisateur agit avec les comédiens, la relation avec l’équipe ».
Or, en 1968, le téléroman les Belles Histoires changea de formule. La durée des épisodes passa d’une demi-heure à une heure. Qui plus est : en couleurs. « Là, Bruno Paradis ne pouvait plus arriver. Bruno a suggéré que je commence comme réalisateur », poursuit-il.

### Réalisateur

#### Les Belles Histoires des pays d'en haut
Ainsi, en 1967, Yvon Trudel remplace Bruno Paradis sur le plateau comme réalisateur des Belles Histoires. Au générique, dorénavant, on pourra lire : une émission de Bruno Paradis; réalisateur Yvon Trudel. Le premier épisode, La Médaille du Mérite, est enregistré le 30 août 1967. Le dernier, Une Véritable Conquête, sera tourné les 12 et 13 mai 1970.
Donc, pour les Belles Histoires des Pays d’en Haut, Yvon Trudel aura été régisseur pendant les quatre dernières années des épisodes noir et blanc, soit de 1963 à 1967, et réalisateur de tous les épisodes couleur, pendant quatre autres années soit de 1967 à 1970. Ces épisodes en couleurs figurent toujours dans la programmation 2016-2017 de la chaîne ARTV.

#### Rue des Pignons
À l’été 1970, après treize années sur le plateau des Belles Histoires, Yvon Trudel peut se tourner vers d’autres téléromans. Il prend le relais de Louis Bédard et Bruno Paradis à la barre de Rue des Pignons pendant sept ans. Ce téléroman, en onde depuis septembre 1966, sur des textes de Louis Morrissette et Mia Riddez, nous fait découvrir la vie d’un quartier de Montréal - la vraie rue Champagne - dont la trame gravite autour des amours du boxeur Maurice Milot (Réjean Lefrançois) et de la jeune étudiante Janine Jarry (Marie-Josée Longchamps ). Yvon Trudel est le réalisateur qui va donner une chance au comédien Guy Nadon de faire ses premiers pas à la télévision dans le rôle de Simon Durieux. Parmi les autres personnages, au fil des épisodes, on découvre celui de Fifine Touchette jouée par Nicole Leblanc.
Et, maintenant, malgré un horaire surchargé comme réalisateur, Yvon Trudel prend le temps de s’impliquer dans trois organismes de la communauté de Beauharnois à Melocheville où il habite depuis 1968. D’abord, en 1973, il devient président de la commission scolaire de la Vallée-des-Tisserands (anciennement des Moissons et de Youville) et ce pendant trente-trois ans. Ensuite, il siègera comme membre du conseil de surveillance de la Caisse Desjardins de Beauharnois pendant vingt-cinq ans de 1973 à 1998. Enfin, il se portera à la présidence des scouts et guides de Beauharnois.

#### Terre Humaine
À la suite de Rue des Pignons, il entreprend le téléroman Terre Humaine, toujours sur des textes de Mia-Ridez. Les tournages extérieurs se font en terrain connu pour Yvon Trudel, car captés à Saint-Ambroise de Kildare et à Sainte-Mélanie, deux villages voisins de Sainte-Béatrix (lieu de tournage des extérieurs des Belles Histoiresde 1961 à 1969). « Tout comme le Temps d’une paix, Terre Humaine est aussi mon bébé. C’est moi qui a (sic) démarré Terre Humaine et en a (sic) fait la distribution ».

#### Le Temps d’une Paix
À quarante-six ans, en poste comme réalisateur depuis douze années, Yvon Trudel se sent en confiance pour la réalisation d’un téléroman sur laquelle il aurait « carte blanche », comme il se plait à le clarifier. L’occasion lui est offerte sur un plateau d’argent lorsque le directeur du service des dramatiques lui propose le projet du Temps d’une paix, un nouveau téléroman historique écrit par l’auteur Pierre Gauvreau, ex-réalisateur et artiste-peintre. « Je travaillais sur Terre Humaine lorsqu’on m’a proposé Le Temps d’une Paix. On m’avait fait lire les quatre premiers épisodes. J'ai été emballé. Il a donc fallu que je laisse Terre Humaine pour entreprendre LeTemps d’une Paix. »
Tout comme l’auteur Claude-Henri Grignon lève le voile sur une période précise de l’histoire du Québec, Pierre Gauvreau, avec Le Temps d’une Paix, opte pour celle de l’entre-deux-guerres, soit de 1918 à 1931. Sur un fond de vérités historiques (l’amnistie des déserteurs, l’élection de Bennet, le droit de vote des femmes sous le gouvernement d’Alexandre Taschereau, la venue du dirigeable R-100, etc.), Gauvreau nous fait découvrir l’univers rural et fictif entourant la liaison tumultueuse de la veuve Rosanna St-Cyr avec le non moins veuf Joseph Arthur Lavoie, aux prises avec les bouleversements sociaux et technologiques que la Première Guerre mondiale avait soulevés dans la région de Charlevoix.
Une importante série d’époque qui obligea Yvon Trudel à faire les repérages appropriés, utiliser les bons instruments aratoires, adopter les façons de faire des années 20, éviter les anachronismes (comme couvrir de sable la partie asphaltée du chemin en face de la maison de Rose-Anna dans le rang St-Jean-Baptiste à Saint-Urbain). Il s’est constitué toute une équipe de production et sélectionné tous les comédiens.
Pour s’assurer de la concordance de la trame musicale avec le scénario, il s’isolait chez lui à la maison et il lisait à haute voix les dialogues de chacune des scènes, incarnant chacun des personnages, avant de les soumettre aux comédiens. Cette trame musicale, il l’avait au préalable composée à partir des 20 000 disques qu’offrait la discothèque de Radio-Canada. C’est ainsi qu’au gré de ses recherches, il découvrit l’indicatif musical du Temps d’une Paix. « Fallait qu’un thème soit reconnaissable dès les premières notes », précise-t-il. Yvon Trudel est aussi à l’origine de la musique thème de Terre Humaine et de Cormoran.
Sans contredit, le téléroman Le Temps d’une Paix a été, pour Yvon Trudel, la réalisation pour laquelle il se sera le plus investi. Alors que la coréalisation était fréquente dans la production d’un téléroman jusqu’alors, Yvon Tudel a tenu seul le gouvernail de cette télésérie de 102 épisodes d’une demi-heure (avec Pierre Dufresnes dans le rôle de Joseph-Arthur), 33 épisodes d’une heure (avec Jean Besré dans le même rôle) et de l’épisode spécial Le Temps des Fêtes qui dure exceptionnellement une heure trente.
Pour la première saison de vingt-quatre épisodes du Temps d’une Paix, dont la diffusion débuta en septembre 1980, Yvon Trudel passa l’été précédent à enregistrer toutes les scènes extérieures dans la région de Charlevoix. Puis, en cours de saison, lors des enregistrements en studio, il introduisit au fur et à mesure, par le procédé des « raccords », les scènes extérieures tournées six mois plus tôt.
« Pour le repérage, je sillonnais la région : un jour, je faisais uniquement les rangs à gauche ; un autre jour, je faisais uniquement les rangs à droite ». Son travail de repérage l’a même amené à influencer le scénario de l’auteur. Ainsi, il découvrit dans la région de Charlevoix un moulin à scie ancestral encore fonctionnel au 444 rang St-Pierre à St-Irénée. Cette découverte entraîna chez l’auteur Pierre Gauvreau l’introduction d’un nouveau personnage dans la distribution. L’auteur mentionnait l’existence de ce personnage dans les premiers épisodes. Mais on ne le voyait pas. Or, ce moulin à scie, qu’Yvon Trudel avait repéré, amena Gauvreau à porter au petit écran les personnages de Siméon Desrosiers (Paul Hébert) et de son épouse Marie-Rose (Denise Proulx).
La grande aventure du Temps d’une Paix se termina en mai 1986 après six saisons. Même aujourd'hui, cette série est souvent rediffusée à la chaîne ARTV.

#### Documentaires
En 1987, il réalise un documentaire Le Téléroman made in Québec, d’après un scénario d’Hélène Fecteau, produit par le Bureau des conférenciers du service des Communications aux réseaux français de la Société Radio-Canada. Cette émission de 16 minutes explique comment se réalise un téléroman au Québec. Le 6 septembre 1987, il produit La commission Je me souviens  diffusée dans le cadre des Beaux Dimanches.

#### Cormoran
En 1989, il retourne à la réalisation d’un autre téléroman de Pierre Gauvreau, Cormoran, le deuxième volet de la trilogie amorcée avec Le Temps d’une Paix. Ici, encore, Yvon Trudel a mis les fondations de cette série se déroulant juste avant le début de la Deuxième Guerre mondiale. Il a dû repéré une résidence pour la famille Cormoran (le Manoir Taché à Kamouraska), y a fait abattre une rangée de sapins de 50 pieds de large qui cachaient la vue sur le fleuve, a fait construire le petit kiosque à l’arrière du manoir et tout le petit village de l’Anse-aux-maudits sur la rive. Il a aussi réuni toute une distribution. Le premier épisode est diffusé le 4 septembre 1990.
Mais Yvon Trudel se retire de la réalisation de Cormoran en 1992, après 45 épisodes, lorsqu’il prit sa retraite de Radio-Canada. C’est Andrée Pérusse, son assistante-réalisatrice, qui prendra la relève, après avoir coréalisé avec lui les épisodes 19 à 44. Puis Cormoran deviendra une coréalisation quand Lise Chayer, Pierrette Villemaire, Louise Montpetit et André Tousignant se joindront à Andrée Pérusse pour les trente-quatre derniers épisodes. Le dernier épisode de Cormoran sera diffusé le 6 décembre 1993.

#### Après Radio-Canada
En 1991, il devient producteur délégué à Radio-Québec pour les séries jeunesse Graffiti et ZAP.
En 1997 et 2000, il dirige le remake de Sous le signe du Lion, une reprise, adaptée par Hélène Pedneault, des treize épisodes de 60 minutes de la dramatique originale écrite par Françoise Loranger en 1961. Toujours sous la gouverne d’Yvon Trudel, une suite de treize autres épisodes scénarisés par Guy Fournier sera diffusée en 2000 et 2001.
De 2002 à 2003, il réalise les treize émissions de la série Destins pour la chaîne Historia. Chacun des épisodes est consacré à un personnage, parfois méconnu, mais marquant de l’histoire québécoise :
- 1- Alphonse Moussette, le maire du « Petit Chicago ».
- 2- Hypolite Lanctot, notaire et patriote.
- 3- Joseph Guibord et la première révolution tranquille.
- 4- L'île du Diable, le repère de nazi.
- 5- Thomas McMannus, la première lutte ouvrière sanglante.
- 6- Clément Gosselin, l’espion de George Washington.
- 7- Jules Fournier, le journaliste de combat.
- 8- Charles Chiniguy, l'ange déchu.
- 9- Le bourreau Radclive et la veuve Corriveau.
- 10- Mackenzie King, Premier ministre du Canada.
- 11- Irma Levasseur, première femme médecin.
- 12-
- 13-

D’après des scénarios de Marcel Lefebvre et basée sur les recherches d’Hugues Théorêt, la série a suivi les précieux conseils d'André Cellard, professeur d'Histoire à l’Université d’Ottawa. C’est une production d’André Dubois, l’ex-Cynique, des Productions Vendôme. Le comédien Michel Barrette anime l’épisode tout en incarnant l’un des personnages de l’histoire. Cette série est un projet qu’Yvon Trudel avait monté avec ses collaborateurs et dont le titre original était La Mémoire des Pierres. Cependant, après discussion avec le producteur, le titre a été modifié pour Destins.

### Conférencier
En marge de sa carrière comme réalisateur, Yvon Trudel est conférencier à travers le Québec pour le Bureau des conférenciers de Radio-Canada. Ses conférences portent sur la production des téléromans. Membre fondateur de l’INIS, membre de son conseil d’administration de 1989 à 1995 et formateur, Yvon Trudel a enseigné aux étudiants du programme Télévision de cet établissement.
Yvon Trudel est toujours curieux de l’évolution de la télévision. Selon lui, le Québec regorge encore de bons sujets capables de soutenir d’intéressantes séries dramatiques. Il donne l’exemple d’un projet ayant comme toile de fond la tragique histoire du village fantôme de Val-Jalbert, au Saguenay, au début du siècle dernier.

### Famille
Yvon Trudel est marié à Denise Pérusse depuis 1953. Le couple a eu deux enfants : Manon et Pierre. Ce dernier travaille depuis vingt-huit ans à Radio-Canada à l’acquisition des émissions extérieures.

## Filmographie

### Téléromans, dramatique et série
• Les Belles Histoires des pays d’en Haut
- cadreur 1957-1963
- régisseur 1963 à 1966
- réalisateur 1967-1970
Aussi comme réalisateur :
• 1970-1977 Rue des Pignons (série TV)
• 1978-1980 Terre Humaine
• 1980-1987 Le Temps d’une Paix (série TV)
• 1988-1989 Cormoran (série TV)
• 1991-1992 Graffiti (série TV)
• 1993-1995 Zap
• 1997-2000 Sous le Signe du Lion
• 2002-2003 La série Destins (pour le canal Historia)

### Documentaires
• La Commission Je Me Souviens diffusée dans le cadre des Beaux dimanches, le 6 septembre 1987 • Le Téléroman Made In Québec, 1987

## Récompenses et nominations

### Prix remporté parLe Temps d'une Paix
- 1982 Prix Anis pour le spécial de Noël dans la catégorie émissions dramatiques.
- 1983 Mention spéciale dans la catégorie divertissement - Série réseau des Prix Anik.
- 1985 Prix Anis dans la catégorie séries de divertissement.
- Prix décerné par les lecteurs du magazine TV-Hebdo pour la meilleure émission produite ces 25 dernières années.
- 1986 Prix Métrostar pour la meilleure série dramatique.
- 1987 Prix Gémeaux décerné par l’académie canadienne du cinéma et de la télévision pour le meilleur texte, la meilleure réalisation et la meilleure série d’émissions dramatiques.

### Prix remportés pour d’autres émissions
- 1991 Meilleure réalisation Cormoran
- 1991 Meilleur téléroman Cormoran
- 1992 Finaliste des prix Gémeaux pour Graffiti.
- 1995 Prix Gémeaux meilleure réalisation pour l’émission Zap.
- 1998 Finaliste du prix Gémeaux pour Sous le signe du Lion.